# Apache Rocks the Bottom!
Apache Rocks the Bottom! is een nummer van de Duitse raveband Scooter uit 2006. Het is de tweede en laatste single van hun elfde studioalbum Who's Got the Last Laugh Now?. Het nummer is een mix van twee nummers van dat album: "Apache" en "Rock Bottom". Laatstgenoemd nummer werd ook los uitgebracht in Nederland.
Het nummer werd vooral in het Duitse taalgebied en Scandinavië een hitje. In Duitsland behaalde het de 24e positie. In het Nederlandse taalgebied wist het nummer geen hitlijsten te bereiken.